# Daria Dorosh
Daria Dorosh   (Busk, 1943) és una artista, educadora i activista.
Nascuda a Ucraïna, viu i treballa a la ciutat de Nova York des de 1950. És una de les cofundadores, el 1972, d'Artists in Residence (AIR Gallery), la primera galeria cooperativa totalment femenina dels Estats Units. El treball de Dorosh va formar part de l'exposició inaugural a AIR. Dorosh va estudiar art a la Cooper Union School of Art and Architecture i moda al Fashion Institute of Technology.
Dorosh va treballar a la facultat de l'Institut de Tecnologia de la Moda des del 1969 fins al 2014 i ha rebut nombroses beques i premis pel seu treball com a artista individual, inclosa una beca National Endowment for the Arts Design Arts, una beca per a artistes individuals de Delaware Valley Arts Alliance i un ArtTable, premi d'honor d'artista en el 30è aniversari.
Les primeres exposicions de Dorosh incloïen petites aquarel·les. Les seves altres obres són interseccions d'art, moda i tecnologia. Dorosh examina els patrons culturals que apareixen a través de les diverses disciplines. Ella crea obres que qüestionen "la relació entre una obra d'art, el seu espectador i l'anomenat espai real en què tots dos s'enfronten". Dorosh també utilitza impressions digitals en la seva obra.
La seva obra es troba a la col·lecció de l'⁣Smithsonian American Art Museum.
La seva imatge s'inclou a l'icònic cartell de 1972 Some Living American Women Artists de Mary Beth Edelson.